# Північні акацієво-комміфорові чагарники та хащі
Північні акацієво-комміфорові чагарники та хащі (ідентифікатор WWF: AT0711) — афротропічний екорегіон тропічних та субтропічних луків, саван і чагарників, розташований у Східній Африці.

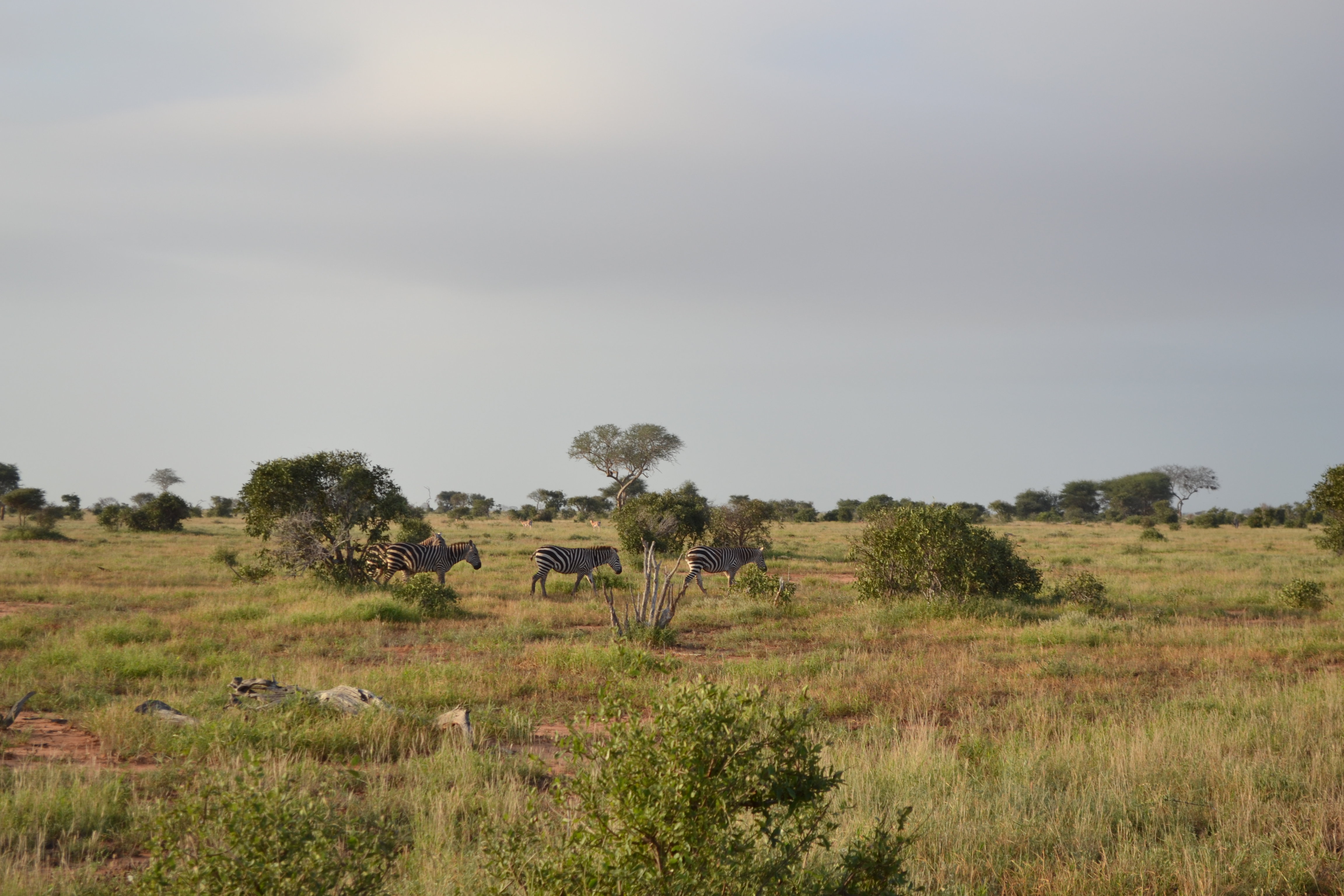
Зебри Гранта у Національному парку Східного Цаво

## Географія
Екорегіон північних акацієво-комміфорових чагарників та хащів простягається від заходу Уганди, південного сходу Південного Судану і крайнього південного заходу Ефіопії через більшу частину Кенії до крайньої півночі Танзанії.
Більшу частину регіону займають рівнини та плато Східноафриканського плоскогір'я. Рельєф регіону переважно рівнинний, а його висота коливається від 200-400 м над рівнем моря (на сході, півночі і північному заході) до 1000 м над рівнем моря (на півдні та південному сході). Подекуди над рівнинами регіону підіймаються інзельберги та гірські масиви, такі як гора Морото в Уганді висотою 3083 м. З геологічної точки зору основу регіону складають докембрійські породи фундаменту, третинні вулканічні лави та четвертинні осадові породи і дюни. Ґрунти південно-східної частини регіону представлені ардісолями на півночі регіону, в басейні Туркани, поширені ентісолі, а на західних окраїнах регіону — вертісолі.
Південна частина екорегіону лежить в басейні річки Тана, північна і західна частини — в межах безстічних озерних басейнів Східно-Африканського рифту. Серед озер, розташованих в межах екорегіону, слід відзначити Магаді, Найвашу, Накуру та Барінго. Також в межах екорегіону розташована столиця Кенії Найробі.
На північному заході екорегіон переходить у східносуданську савану, на півночі — у масайські склерофітні луки та чагарники, на північному сході — у сомалійські акацієво-комміфорові чагарники та хащі, а на півдні — у південні акацієво-комміфорові чагарники та хащі. В горах регіону поширені східноафриканські гірські ліси. На схід від регіону, в прибережних районах Кенії, простягаються прибережні ліси та рідколісся Північного Суахілі. 

## Клімат
В межах екорегіону переважає саванний або напівпустельний клімат. Середня максимальна температура коливається від 30 °C в низовинах до 24 °C на плато. Середня мінімальна температура коливається від 18 до 21 °C. Середньорічна кількість опадів коливається від 200 мм в басейні озера Туркана на півночі регіону до приблизно 600 мм на сході Кенії, ближче до узбережжя Індійського океану. Більшість опадів випадає під час двох сезонів дощів — тривалого (з березня по червень) та короткого (з жовтня по грудень). Час та кількість опадів коливаються з року в рік, досить часто трапляються посухи, коли дощі не йдуть протягом короткого сезону. На півночі регіону в році зазвичай буває лише один сезон дощів.

## Флора і фауна
Основними рослинними угрупованнями екорегіону є луки, савани та рідколісся. Серед поширених в регіоні дерев слід відзначити різні види акацій з родів Vachellia та Senegalia, а також різні види комміфорових дерев (Commiphora spp.) та босвеллій (Boswellia spp.). Серед трав, що ростуть на луках регіону, слід відзначити різні види арістіди (Aristida spp.), ковили (Stipa spp.) та зеленяка (Chloris spp.). Під час тривалих сухих сезонів луки висихають і на них часто спалахують пожежі.
Екорегіон вирізняється високим фауністичним різноманіттям внаслідок свого перехідного положення між більш вологими південними акацієво-комміфоровими чагарниками і хащами, поширеними на південь від нього, та більш сухими сомалійськими акацієво-комміфоровими чагарниками і хащами, поширеними на північ від нього. Водночас клімат регіону недостатньо вологий, щоб підтримувати великі мігруючі стада травоїдних тварин.
Важливу роль у формування ландшафтів регіону відіграють саванні слони (Loxodonta africana), які валять дерева, перетворюючи рідколісся на відкриті луки та савани. При зменшенні популяції слонів луки заростають деревами і перетворюються на густі хащі. Співвідношення лісів і саван впливає на видовий склад фауни і флори регіону та щільність популяцій тварин, тому слони є надзвичайно важливим елементом екосистем регіону. Наразі популяція слонів тут вважається відносно стабільною, хоча між 1975 і 1980 роками кількість слонів у Національному парку Цаво скоротилася з майже 35 000 до приблизно 14 000. Цей спад став результатом сильної посухи, після якої почалося браконьєрство. Наразі у Національному парку Цаво мешкає приблизно 7400 слонів. Вирішальне значення для зменшення браконьєрства мала міжнародна заборона на торгівлю слоновою кісткою, введена СІТЕС. Значна частина знань науковців про саванних слонів походить від тривалих досліджень, що велися у національних парках Амбоселі та Цаво, розташованих в цьому екорегіоні.
Серед інших великих ссавців, поширених в екорегіоні, слід відзначити африканських буйволів (Syncerus caffer), звичайних бегемотів (Hippopotamus amphibius), дуже рідкісних східних чорних носорогів (Diceros bicornis michaeli), масайських жирафів (Giraffa tippelskirchi) та жирафів Ротшильда (Giraffa camelopardalis rothschild). На луках регіону пасуться блакитні гну (Connochaetes taurinus), зебри Гранта (Equus quagga boehmi), дуже рідкісні зебри Греві (Equus grevyi) та безгриві зебри (Equus quagga borensis), бейзи (Oryx beisa), газелі Томпсона (Eudorcas thomsonii), газелі Гранта (Nanger granti), геренуки (Litocranius walleri), звичайні стенбоки (Raphicerus campestris), звичайні канни (Taurotragus oryx), кінські антилопи (Hippotragus equinus), смагляві коби (Kobus ellipsiprymnus), великі куду (Tragelaphus strepsiceros), малі куду (Tragelaphus imberbis), імпали (Aepyceros melampus melampus), південні бушбоки (Tragelaphus sylvaticus), звичайні дуїкери (Sylvicapra grimmia), дікдіки Кірка (Madoqua kirkii) та дікдіки Гюнтера (Madoqua guentheri). 
Також в саванах регіону мешкають африканські бородавочники (Phacochoerus africanus massaicus), пустельні бородавочники (Phacochoerus aethiopicus), верветки (Chlorocebus pygerythrus), павіани-анубіси (Papio anubis), бабуїни (Papio cynocephalus), сенегальські галаго (Galago senegalensis), східноафриканські довгоноги (Pedetes surdaster) та плямисті дамани (Heterohyrax brucei). Серед великих хижаків, поширених в регіоні, слід відзначити лева (Panthera leo), африканського леопарда (Panthera pardus pardus), південноафриканського гепарда (Acinonyx jubatus jubatus), плямисту гієну (Crocuta crocuta), смугасту гієну (Hyaena hyaena) та дуже рідкісну гієнову собаку (Lycaon pictus), а серед дрібних хижих ссавців — африканського вовка (Canis lupaster), смугастого шакала (Lupulella adusta), чепрачного шакала (Lupulella mesomelas), вухату лисицю (Otocyon megalotis), звичайного каракала (Caracal caracal), сервала (Leptailurus serval) та степового кота (Felis lybica).
Орнітофауна екорегіону вирізняється високим різноманіттям. Серед поширених в екорегіоні птахів слід відзначити  сомалійського страуса (Struthio molybdophanes), птаха-секретаря (Sagittarius serpentarius), африканську дрохву (Ardeotis kori), кенійського рябка (Pterocles decoratus), жовтогорлого турача (Pternistis leucoscepus), чубатого турача (Ortygornis sephaena), африканського сипа (Gyps africanus), плямистого сипа (Gyps rueppelli), африканського грифа (Torgos tracheliotos), рожевоволу сиворакшу (Coracias caudatus), червонодзьобого ґедзеїда (Buphagus erythrorhynchus), жовтодзьобого ґедзеїда (Buphagus africanus), африканського фірлюка (Mirafra africana), танзанійського дрозда (Turdus tephronotus), саванового окулярника (Zosterops flavilateralis), акацієвого ткачика (Ploceus vitellinus), смугастого астрильда (Estrilda astrild) та синьоголового астрильда-метелика (Uraeginthus cyanocephalus). 
Серед майже ендемічних представників регіону слід відзначити рудошию синицю (Melaniparus fringillinus), південного щеврика (Crithagra buchanani), угандійського нікорника (Apalis karamojae), кенійського мерла (Lamprotornis hildebrandti), кенійську кратеропу (Turdoides hindei), масайського жайворонка (Alaudala athensis), кенійського фірлюка (Mirafra williamsi), східного фірлюка (Mirafra pulpa), рудоголового ткачика (Ploceus castaneiceps) та кенійського горобця (Passer rufocinctus).
Серед ендемічних представників герпетофауни екорегіону слід відзначити очеретянку Шелдріка (Hyperolius sheldricki), карликового гекона Шеффлера (Lygodactylus scheffleri), плямистобокого карликового гекона (Lygodactylus laterimaculatus) та цавойського змієокого сцинка (Panaspis tsavoensis).

## Збереження
Оцінка 2017 року показала, що 57 709 км², або 16 % екорегіону, є заповідними територіями. Природоохоронні території включають: Національний парк Амбоселі, Національний парк гір Ч'юлу, Національний парк Кора, Національний парк гори Лонгонот, Національний парк Марсабіт, Національний парк Меру, Національний парк Найробі, Національний парк Ол-Доньйо-Сабук, Національний парк Східного Цаво, Національний парк Західного Цаво та Національний заповідник Самбуру в Кенії, Мисливський заказник Умба та Мисливський заказник Мкомазі в Танзанії, а також Природний заповідник Матеніко та Природний заповідник Піан-Упе в Уганді.